# Riskulltjärnarna (Åsele socken, Lappland, 709768-158030)
Riskulltjärnarna är en sjö i Åsele kommun i Lappland och ingår i Ångermanälvens huvudavrinningsområde.